# أندرس أريكسون (ممثل)
أندرس أريكسون (بالسويدية: Anders Eriksson)‏ هو ممثل سويدي، ولد في 3 أغسطس 1956 في السويد.

## وصلات خارجية
- أندرس أريكسون على موقع IMDb (الإنجليزية)
- أندرس أريكسون على موقع ميوزك برينز (الإنجليزية)
- أندرس أريكسون على موقع قاعدة بيانات الأفلام السويدية (السويدية)
- أندرس أريكسون على موقع قاعدة بيانات الفيلم (الإنجليزية)